# Katič
Katič es uno de los pequeños islotes pertenecientes a Montenegro. Forma junto al islote de Sveta Neđelja un pequeño archipiélago bastante apreciado para la práctica del buceo. Este islote se encuentra situado en el término municipal de Budva frente a la costa del pequeño pueblo de Petrovac.
- Datos: Q183224
- Multimedia: Katič / Q183224